# Romundsviktjärnen
Romundsviktjärnen är en sjö i Bräcke kommun i Jämtland och ingår i Ljungans huvudavrinningsområde. Romundsviktjärnen ligger i Havmyren Natura 2000-område.